# Pat Curran
Pat Curran (31 de agosto de 1987) é um lutador americano de artes marciais mistas, atualmente compete no Peso Pena do Bellator Fighting Championships. Curran é primo do veterano do World Extreme Cagefighting, Jeff Curran. Ele lutou no Xtreme Fighting Organization antes de entrar para o Bellator, onde foi campeão do Torneio dos Leves da Segunda Temporada e dos Penas da Temporada de Verão 2011. Ele atualmente foi colocado em 2° no ranking de penas do site Sherdog.

## Carreira no MMA
Curran foi um wrestler na Florida High School antes de começar a praticar Brazilian Jiu Jitsu junto com seu primo Jeff Curran quando tinha 17 anos de idade. Foi durante esse verão que Curran decidiu começar uma carreira nas artes marciais mistas. Após fazer sua estréia em 2008, enfrentando e derrotando Tony Hervey (o futuro Campeão Peso Leve do KOTC), ele enfrentou em sua segunda luta profissional contra Lazar Stojadinovic, que havia dominado o parceiro de treinamentos de Curran Ben Miller, que quebrou sua mandíbula durante a luta, em um evento do Extreme Challenge em 26 de Janeiro de 2008. A luta foi transmitida no programa da TapouT na Versus, dando à Curran sua primeira luta transmitida.

### TapouT
Curran foi destaque no programa TapouT na Versus. Curran trainou com seu primo, ex-desafiante ao Cinturão Peso Pena do WEC Jeff Curran no seu ginásio em Crystal Lake, Illinois. No programa, durante os treinos, Pat fez sua primeira tatuagem e ele, Jeff e sua equipe deram uma sessão de autógrafos em uma loja de roupa em Chicago. Na pesagem oficial, Pat viu pela primeira vez seu oponente, Lazar Stozadinovic. Lazar já havia lutado com um aluno de Jeff e quebrou sua mandíbula, assim Pat recebu dicas sobre a luta. Os lutadores se enfrentaram no XFO 23 em Crystal Lake. Pat dominou boa parte do primeiro round com seu grappling e ground and pound. Ele dominou igualmente o segundo e terceiro round e venceu por decisão unânime.

### Pós TapouT
Curran retornou para o XFO para sua terceira luta profissional, onde derrotou Amir Khillah por decisão dividida. Em seguida ele fez mais duas lutas fora da promoção do XFO, onde acumulou 1-1 (perdendo para o lutador do UFC Darren Elkins), antes de retornar ao XFO para derrotar Daniel Strauss por nocaute no segundo round. Após venceu outra luta no XFO, ele perdeu novamente fora da promoção, dessa vez para Charles Diaz por decisão dividida.
Mais uma vez, retornando ao XFO, Curran enfrentou Luke Gwaltney, vencendo por nocaute técnico no primeiro round. Em 10 de Outubro de 2009 ele enfrentou Jay Ellis em um evento do XFO, onde ele derrotou seu oponente em menos de um minuto, finalizando com uma guilhotina.
Ele foi derrotado em sua luta seguinte no XFO, para Travis Perzynski, perdendo por finalização no segundo round.
Curran fez parte de evento Trojan MMA, onde derrotou o ex-Campeão Peso Leve do Cage Rage Robbie Olivier em 27 de Fevereiro de 2010 por decisão unânime.

### Bellator Fighting Championships
Foi anunciado que Curran seria a participante do Torneio de Leves da Segunda Temporada do Bellator. Sua luta no primeiro round do torneio foi anunciada para ser contra o companheiro de treino do Campeão Peso Meio Médio do UFC Georges St. Pierre, Mike Ricci e luta aconteceu no Bellator 14. O favorito do público, o lutador de Chicago teve paciência após alguns minutos com os lutadores tentando chutes baixos e jabs para encontrar suas distâncias. Porém, um pouco mais depois do meio do round, Curran conectou cruzado forte que derrubou Mike Ricci que ficou inconsciente por alguns minutos após vários socos. A luta foi interrompida, e Curran venceu por nocaute aos 3:01 do primeiro round.
Sua segunda luta aconteceu no Bellator 17 contra o ex-lutador do UFC Roger Huerta. Huerta era favorito antes da luta, mas Curran impressionou durante os três rounds e garantiu uma vitória por decisão unânime. Com a vitória, Curran foi para a final contra Toby Imada, que também venceu nessa mesma noite, no Torneio dos Leves da Segunda Temporada.
No Bellator 21 Curran derrotou Imada por decisão dividida em uma luta fechada, tornando-se o vencedor do Torneio dos Leves da Segunda Temporada. Embora os juízes tenham premiado Curran com a decisão, o resultado foi uma surpresa para muitos observadores de MMA.
A luta entre o vencedor da Primeira Temporada e Campeão Peso Leve do Bellator Eddie Alvarez foi antecipada para a Terceira Temporada, porém Curran foi forçado a se retirar da luta devido à uma lesão no ombro. Para lutar em seu lugar, Roger Huerta enfrentou Alvarez em uma luta não válida pelo título no Bellator 33 e perdeu por nocaute técnico. Curran enfrentou Alvarez em 2 de Abril de 2011 no Bellator 39. Ele perdeu por decisão unânime, com os juízes marcando 49-46, 50-45 e 50-45 a favor de Alvarez.
Curran desceu novamente à sua categoria de peso original de 145 lbs para entrar no Torneio de Penas da Temporada de Verão de 2011. Nas quartas de final Curran finalizou Luis Palomino com uma gravata peruana no primeiro round.
Curran enfrentou Ronnie Mann na semifinal do torneio no Bellator 47. Ele venceu a luta por decisão unânime, avançando para a final.
Curran enfrentou ex-Campeão Peso Pena do Sengoku e do Pancrase Marlon Sandro no Bellator 48 na Final do Torneio de Penas. Curran derrotou Sandro aos 4:00 do segundo round por nocaute com um chute na cabeça, e se tornou o primeiro a vencer torneios do Bellator em duas categorias diferentes.
Curran enfrentou Joe Warren no Bellator 60. Curran derrotou Warren por nocaute no terceiro round e venceu o Cinturão Peso Pena do Bellator.
Na sua primeira defesa de cinturão, Curran enfrentou Patrício Freire no Bellator 85 em 17 de Janeiro de 2013. Ele defendeu seu título com sucesso, vencendo por decisão dividida.
Curran era esperado para defender seu título contra o vencedor do Torneio de Penas da Sexta Temporada, Daniel Straus, no Bellator 95. Porém, Straus quebrou sua mão e foi forçado a se retirar da luta. Straus foi substituído pelo vencedor do Torneio de Penas da Sétima Temporada, Shahbulat Shamhalaev. Curran venceu por finalização técnica após Shamhalaev não bater em uma guilhotina e apagar ainda no primeiro round.
Curran enfim enfrentou Daniel Straus em 2 de Novembro de 2013 no Bellator 106. Ele perdeu a luta por decisão unânime e perdeu o Cinturão Peso Pena do Bellator.
Curran fez sua terceira luta contra Daniel Straus em 14 de Março de 2014 no Bellator 112, com a chance de retomar o Cinturão Peso Pena do Bellator. Curran venceu a luta por finalização com um mata leão nos segundos finais da luta, reconquistando assim o Cinturão.
Curran era esperado para fazer sua revanche contra Patrício Freire em 5 de Setembro de 2014 no Bellator 121. No entanto, Freire se lesionou e foi retirado da luta. A luta foi remarcada para 5 de Setembro de 2014 no Bellator 123 e Curran foi derrotado por decisão unânime.
Curran foi derrotado pelo alemão Daniel Weichel em 13 de Fevereiro de 2015 no Bellator 133 por decisão dividida.
Curran enfrentou Emmanuel Sanchez em 26 de Junho de 2015 no Bellator 139 e o venceu por decisão unânime.

## Cartel no MMA
| Cartel no MMA   |             |            |
| 29 lutas        | 22 vitórias | 7 derrotas |
| Por nocaute     | 5           | 0          |
| Por finalização | 7           | 1          |
| Por decisão     | 10          | 6          |

| Res.    | Cartel | Oponente             | Método                            | Evento                               | Data       | Round | Tempo | Local                     | Notas                                                           |
| ------- | ------ | -------------------- | --------------------------------- | ------------------------------------ | ---------- | ----- | ----- | ------------------------- | --------------------------------------------------------------- |
| Derrota | 23–9   | Ádám Borics          | Nocaute técnico (socos)           | Bellator 226                         | 07/07/2019 | 2     | 4:59  | San Jose, California      | Round de abertura do Grand Prix dos Penas.                      |
| Derrota | 23–8   | A.J. McKee           | Decisão (unânime)                 | Bellator 221                         | 11/05/2019 | 3     | 5:00  | Rosemont, Illinois        |                                                                 |
| Vitória | 23–7   | John Teixeira        | Decisão (unânime)                 | Bellator 184                         | 06/10/2017 | 3     | 5:00  | Thackerville, Oklahoma    |                                                                 |
| Vitória | 22-7   | Georgi Karakhanyan   | Decisão (unânime)                 | Bellator 155                         | 20/05/2016 | 3     | 5:00  | Boise, Idaho              |                                                                 |
| Vitória | 21-7   | Emmanuel Sanchez     | Decisão (unânime)                 | Bellator 139                         | 26/06/2015 | 3     | 5:00  | Mulvane, Kansas           |                                                                 |
| Derrota | 20-7   | Daniel Weichel       | Decisão (dividida)                | Bellator 133                         | 13/02/2015 | 3     | 5:00  | Fresno, California        |                                                                 |
| Derrota | 20-6   | Patrício Freire      | Decisão (unânime)                 | Bellator 123                         | 05/09/2014 | 5     | 5:00  | Uncasville, Connecticut   | Perdeu o Cinturão Peso Pena do Bellator.                        |
| Vitória | 20-5   | Daniel Straus        | Finalização (mata leão)           | Bellator 112                         | 14/03/2014 | 5     | 4:46  | Hammond, Indiana          | Ganhou o Cinturão Peso Pena do Bellator.                        |
| Derrota | 19-5   | Daniel Straus        | Decisão (unânime)                 | Bellator 106                         | 02/11/2013 | 5     | 5:00  | Long Beach, California    | Perdeu o Cinturão Peso Pena do Bellator.                        |
| Vitória | 19-4   | Shahbulat Shamhalaev | Finalização Técnica (guilhotina)  | Bellator 95                          | 04/04/2013 | 1     | 2:38  | Atlantic City, New Jersey | Defendeu o Cinturão Peso Pena do Bellator                       |
| Vitória | 18-4   | Patricio Freire      | Decisão (dividida)                | Bellator 85                          | 17/01/2013 | 5     | 5:00  | Irvine, California        | Defendeu o Cinturão Peso Pena do Bellator                       |
| Vitória | 17-4   | Joe Warren           | Nocaute (joelhada & socos)        | Bellator 60                          | 09/03/2012 | 3     | 1:25  | Hammond, Indiana          | Ganhou o Cinturão Peso Pena do Bellator                         |
| Vitória | 16-4   | Marlon Sandro        | Nocaute (chute na cabeça e socos) | Bellator 48                          | 20/08/2011 | 2     | 4:00  | Uncasville, Connecticut   | Final do Torneio de Penas da Temporada de Verão 2011            |
| Vitória | 15-4   | Ronnie Mann          | Decisão (unânime)                 | Bellator 47                          | 23/07/2011 | 3     | 5:00  | Rama, Ontario             | Semifinal do Torneio de Penas da Temporada de Verão 2011        |
| Vitória | 14-4   | Luis Palomino        | Finalização (gravata peruana)     | Bellator 46                          | 25/06/2011 | 1     | 3:49  | Hollywood, Florida        | Quartas de Final do Torneio de Penas da Temporada de Verão 2011 |
| Derrota | 13-4   | Eddie Alvarez        | Decisão (unânime)                 | Bellator 39                          | 02/04/2011 | 5     | 5:00  | Uncasville, Connecticut   | Pelo Cinturão Peso Leve do Bellator                             |
| Vitória | 13-3   | Toby Imada           | Decision (dividida)               | Bellator 21                          | 10/06/2010 | 3     | 5:00  | Hollywood, Florida        | Final do Torneio de Leves da 2ª Temporada                       |
| Vitória | 12-3   | Roger Huerta         | Decisão (unânime)                 | Bellator 17                          | 06/05/2010 | 3     | 5:00  | Boston, Massachusetts     | Semifinal do Torneio de Leves da 2ª Temporada                   |
| Vitória | 11-3   | Mike Ricci           | Nocaute (soco)                    | Bellator 14                          | 15/04/2010 | 1     | 3:01  | Chicago, Illinois         | Quartas de Final do Torneio de Leves da 2ª Temporada            |
| Vitória | 10-3   | Robbie Olivier       | Decisão (unânime)                 | Trojan MMA: Trojan Warfare           | 27/02/2010 | 3     | 5:00  | Exeter                    |                                                                 |
| Derrota | 9-3    | Travis Perzynski     | Finalização (mata leão)           | XFO 34: Curran vs. Hori              | 05/12/2009 | 2     | 4:38  | Lakemoor, Illinois        |                                                                 |
| Vitória | 9-2    | Jay Ellis            | Finalização (guilhotina)          | XFO 32                               | 10/10/2009 | 1     | 0:58  | New Munster, Wisconsin    |                                                                 |
| Vitória | 8-2    | Lucas Gwaltney       | Nocaute Técnico (socos)           | XFO 31: Outdoor War 5                | 15/08/2009 | 1     | 1:32  | Island Lake, Illinois     |                                                                 |
| Derrota | 7-2    | Charles Diaz         | Decisão (dividida)                | Elite Fighting Challenge 4           | 27/06/2009 | 3     | 5:00  | Norfolk, Virginia         |                                                                 |
| Vitória | 7-1    | Mike Pickett         | Finalização (mata leão)           | XFO 30                               | 02/05/2009 | 1     | 1:56  | New Munster, Wisconsin    |                                                                 |
| Vitória | 6-1    | Daniel Straus        | Nocaute (socos)                   | XFO 29                               | 27/04/2009 | 2     | 1:31  | Lakemoor, Illinois        |                                                                 |
| Vitória | 5-1    | Ramiro Hernandez     | Decisão (unânime)                 | Adrenaline MMA 2: Miletich vs. Denny | 11/12/2008 | 3     | 5:00  | Moline, Illinois          |                                                                 |
| Derrota | 4-1    | Darren Elkins        | Decisão (unânime)                 | C3: Domination                       | 22/11/2008 | 3     | 5:00  | Hammond, Indiana          | Pelo Título Peso Leve do C3                                     |
| Vitória | 4-0    | Jay Ellis            | Finalização (mata leão)           | XFO 25                               | 09/08/2008 | 1     | 0:51  | Island Lake, Illinois     |                                                                 |
| Vitória | 3-0    | Amir Khillah         | Decisão (dividida)                | XFO 25: Outdoor War 4                | 09/08/2008 | 3     | 5:00  | Island Lake, Illinois     |                                                                 |
| Vitória | 2-0    | Lazar Stojadinovic   | Decisão (unânime)                 | XFO 23: Title Night                  | 25/04/2008 | 3     | 5:00  | Lakemoor, Illinois        | Luta transmitida no programa TapouT                             |
| Vitória | 1-0    | Tony Hervey          | Finalização (mata leão)           | XFO 22: Rising Star                  | 23/02/2008 | 1     | 1:24  | Crystal Lake, Illinois    |                                                                 |